# 相模原市立相武台中学校
相模原市立相武台中学校（さがみはらしりつ そうぶだいちゅうがっこう）は、神奈川県相模原市南区新磯野五丁目にある公立中学校。

## 概要
- 「相中」（そうちゅう）の略称で親しまれている。
- 校歌の作詞・作曲は小椋佳による。周辺の小中学校の校歌の多くが、歌詞に「大山」「丹沢」などの地理的な文言を多く含むのに対し、同校の校歌にはそれらがまったく見られず、制定当時は斬新なものであった。
  - 在校生でアンケートを取り、当時ヒット曲が出ていた小椋佳にダメ元で音楽の先生と教頭で頼みに行ったら快諾された。
  - 校歌「相武台の空に」の他、応援歌「SOBUDAI」も作詞、作曲された。
  - 当時出来上がった校歌を小椋佳自身が歌って吹き込んだテープを学校に持ってきた際に学校側から100万円を渡そうとしたが、これは教育に使ってほしいと辞退された。

## 沿革
- 1976年（昭和51年）4月 - 相模原市立相模台中学校の学区の一部を分離して開校される。
- 1976年（昭和51年）11月 - 校章制定
- 1978年（昭和53年）12月 - 校歌制定
- 1979年（昭和54年）3月 - 第一回卒業証書授与式
- 1985年（昭和60年）11月 - 創立10周年記念式典
- 1989年（平成元年） - 研究学級「青空」開設
- 2003年（平成15年）4月 - 新屋内運動場落成式
- 2005年（平成17年）4月 - 30周年を記念して制服が新しくなり、オープンパティオという花壇がつくられた。
- 2005年（平成17年）11月 - 創立30周年記念式典

## 部活動
運動部
- バレーボール
- バスケットボール
- ソフトボール
- サッカー
- 野球
- 卓球
- 陸上競技
- 剣道
- ソフトテニス

文化部
- 吹奏楽部
- 美術

## 通学区域
- 相模原市南区[1]
  - 新磯野1丁目
  - 新磯野2丁目3番-51番
  - 新磯野3丁目
  - 新磯野4丁目
  - 新磯野5丁目
  - 相武台1丁目
  - 相武台2丁目
  - 相武台3丁目
  - 相武台団地2丁目

## 進学前小学校
- 相模原市南区
  - 相模原市立相武台小学校 （一部は相模原市立若草中学校へ）
  - 相模原市立緑台小学校
  - 相模原市立もえぎ台小学校（一部は相模原市立若草中学校へ）

## 生徒会活動
- 生徒会本部（会長は2年より1名、副会長は1,2年より1名ずつ、書記は1,2年より選出される。他に広報がおかれる。それぞれ任期は1年間。）

2012-2013年当時の生徒会役員主導のもと、委員会組織の改編が行われたため、現在では以下のような委員会が設置されている。
- 評議委員会:各クラス2名（男女1名ずつ）
  - 生活体育委員会:各クラス3名（男女1名ずつ＋α）
  - 環境ふれあい委員会:各クラス3名（男女1名ずつ＋α）
  - 文化委員会:各クラス3名（男女1名ずつ＋α）
  - 広報委員会（この中に新聞、放送委員が置かれる。）:各クラス3名（男女1名ずつ＋α）
- 特別委員会
  - 選挙管理委員会（生徒会役員選挙に向けて運営。）:各クラス1名（男女問わない）

## 著名な出身者

### 芸能
- 前田裕太 -（お笑いコンビ・ティモンディ）
- 小山慶一郎-(アイドルグループ・NEWS)

## 交通アクセス
小田急小田原線相武台前駅で神奈川中央交通バス台02系統に乗車、「相武台グリーンパーク」バス停より徒歩7分。
小田急小田原線小田急相模原駅より神奈川中央交通小11系統に乗車、「相模原青稜高校前」バス停又は「新磯野五丁目」バス停より何れも徒歩5分。